# Cultura Golasecca
Cultura Golasecca (IX-IV-lea î. Hr.) se dezvoltă începând cu epoca finală a bronzului, în Câmpia Padului , și și-a luat numele de la satul Golasecca, în Ticino, unde la începutul secolului al XIX-lea, abatele Giovanni Battista Giani a efectuat în zona  Monsorino, primele constatări (vreo cincizeci de morminte cu ceramică și obiecte de metal).

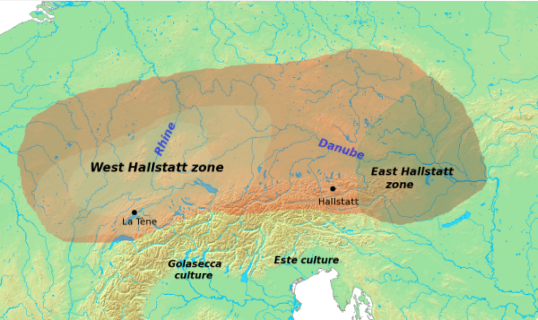
Plasarea Culturii Golasecca Cultură (IX-IV î. Hr.) la sud de Cultura Hallstatt (XIII-VI î. Hr.)

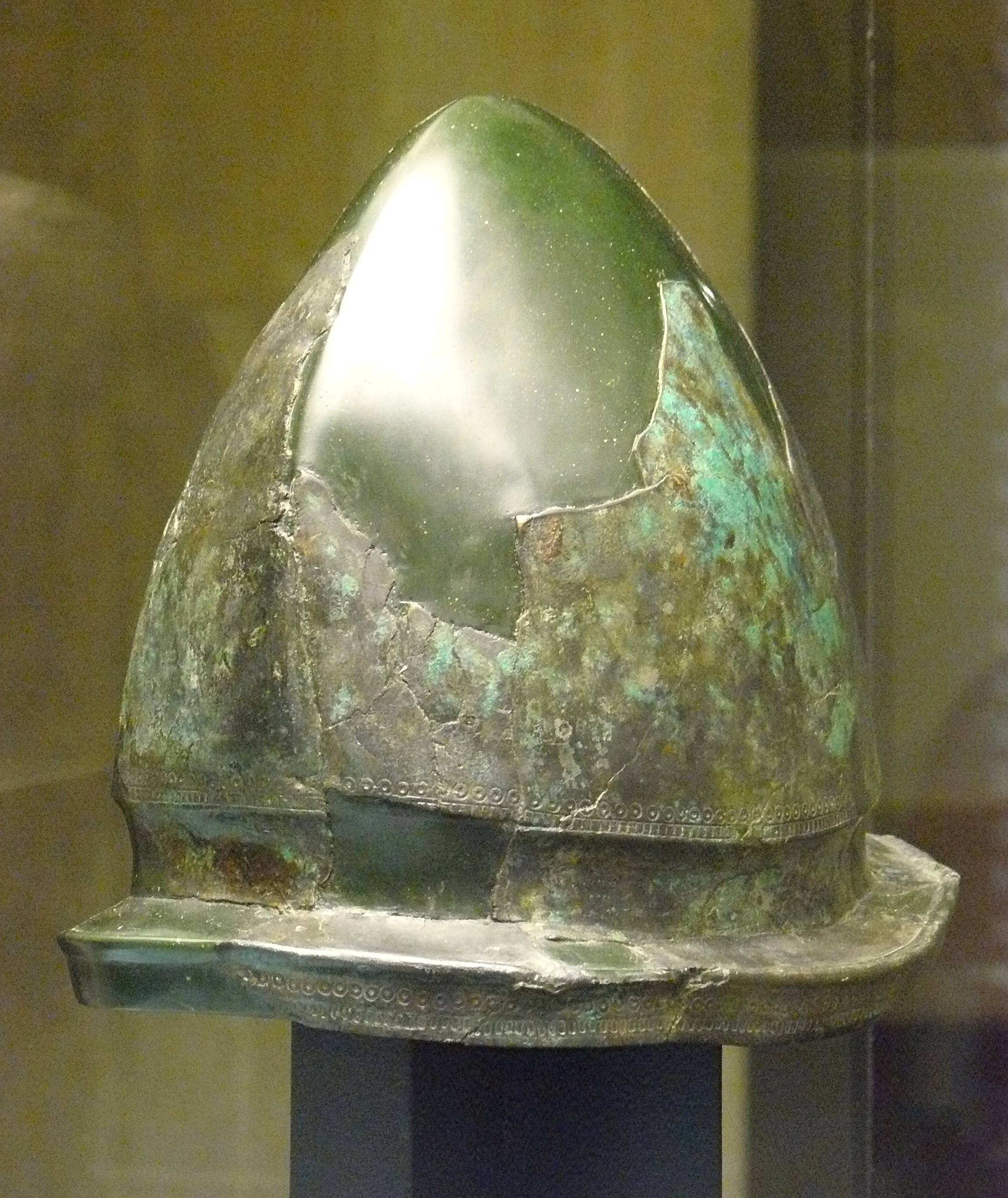
Coif de tip Negau, Golasecca III (480/450 î. Hr.)

În așezarea de la Golasecca, cultura a înflorit în special datorită circumstanțelor geografice favorabile. Aici, în fapt, Ticino iese din Lacul Maggiore, și această poziție a facilitat dezvoltarea comerțului cu sare, locuitorii din Golasecca intermediind legăturile între etrusci și Cultura Hallstatt (Austria).